# Txikão
I Txikão (noti anche come Ikpeng o Chicao) sono un gruppo etnico del Brasile che ha una popolazione stimata in 459 individui (2010).

## Lingua
Parlano la lingua Ikpeng, lingua che appartiene alla famiglia linguistica Karib. Si auto-identificano con il termine Ikpeng. Chicão (Txikão, Tchicão o Txicão) è un nome a loro affibbiato da popolazioni indigene nemiche e in seguito adottato anche dai bianchi.

## Insediamenti
Vivono nello stato brasiliano del Mato Grosso, nel Parco Indigeno dello Xingu.

## Storia
I Txikão sono originari delle rive del fiume Xingu. I primi contatti di questo gruppo con il mondo civilizzato avvennero solo negli anni sessanta del XX secolo. Le uniche notizie riguardanti i Txikão prima di questo periodo provengono unicamente dai racconti orali tramandati dalle generazioni Txikão confrontati con i dati storici della regione. Secondo la tradizione orale, i Txikão originariamente vivevano nella terra abitata dal popolo Txipaya. Intorno al 1850, sarebbero stati stanziati in una regione con molti fiumi convergenti. Anche se i nomi dati ai fiumi nei racconti orali non consentono l'identificazione di punti precisi nella regione, si pensa che abbiano vissuto nell'area dei bacini dei fiumi Teles Pires e Juruena.
Al momento del primo contatto nel 1964, i Txikão erano solo una quarantina. La popolazione è diminuita drasticamente a causa delle battaglie in corso con gruppi rivali dello Xingu superiore e delle epidemie, in particolare l'influenza probabilmente diffusa dalla cattura di due giovani Wauja. Nel 1967 accettarono il trasferimento in un altro territorio, nella riserva. In seguito, la tendenza al ribasso demografico si è invertita. Nel 1998 c'erano già 252 persone. Nel 2001 la popolazione era di 302 persone, di cui solo 38 erano discendenti al 100% del gruppo originale. Il 56,6% era sotto i 15 anni. Nel 2006 c'erano 342 persone, secondo il FUNAI.
Nel XXI secolo, i Txikão sono ancora impegnati a difendere il loro territorio all'interno del Parco, fermando gli intrusi, come taglialegna e pescatori. Ma il loro interesse principale è quello di riconquistare il loro territorio prima del trasferimento al parco, nella zona del fiume Jatoba.

## Organizzazione sociale
Sono in larga parte coltivatori di manioca, mais, cotone; praticano la caccia e la pesca.